# Connecting Europe facilities
Pour les articles homonymes, voir CEF.
Connecting Europe facilities (CEF) est un programme de financement européen pour promouvoir des infrastructures visant à développer la croissance économique, l'emploi et la compétitivité de l'économie. 